# Glenda Schroeder
Glenda Schroeder es una ingeniera de software estadounidense conocida por haber implementado la primera interfaz de línea de pedidos y publicó uno de los primeros artículos describiendo un sistema de correo electrónico mientras trabajaba como miembro del equipo del Centro de computación del MIT en 1965.
Los primeros sistemas operativos tenían una interfaz de líneas de pedidos implementados como parte del monitor residente y no se podían intercambiar entre versiones. En 1964, Louis Pouzin del Computation Center del MIT, desarrolló RUNCOM, que permitía ejecutar scripts de pedidos permitiendo sustitución de argumentos. Pouzin puso el nombre "shell" para describir la técnica de usar pedidos como un lenguaje de programación, y escribió un artículo describiendo como implementar la idea en el sistema operativo Multics. Pouzin volvió a Francia en 1965, y Schroeder desarrolló el primer shell por Multics con la ayuda de un hombre no identificado de General Electric. Este shell por Multics fue el predecesor del shell de Unix, que todavía se usa.
Trabajando conjuntamente con Pat Cristman y Louis Pouzin, describieron un sistema de correo electrónico, llamado "MAIL" que permitiría a los usuarios del Compatible Time-Sharing System (CTSS) del MIT enviar notificaciones entre ellos sobre ficheros de backup. Cada mensaje de cada usuario se añadiría a un fichero local llamado "MAIL BOX", que sería privado, de forma que solo el propietario podría leer o borrar mensajes. El servicio solo preveía enviar mensajes entre usuarios a la misma máquina. La idea de enviar mensajes entre diferentes ordenadores fue desarrollada por Ray Tomlinson en 1971.